# Trường Trung học Nghệ thuật Hanlim
Trường Trung học Nghệ thuật Hanlim (tiếng Anh: Hanlim Multi Art School; tiếng Hàn Quốc: 한림연예예술고등학교) là một trường trung học nghệ thuật ở Songpa-gu, Seoul, Hàn Quốc.

## Lịch sử
Trường Nghệ thuật Hanlim được thành lập vào ngày 03 tháng 3 năm 1960. Lee Hyun-man được bổ nhiệm làm hiệu trưởng.

## Các khoa
- Khoa Phát thanh truyền hình và Nghệ thuật
- Khoa Nhạc kịch
- Khoa Thực hành vũ đạo
- Khoa Ứng dụng âm nhạc
- Khoa Người mẫu thời trang
- Khoa Làm phim
- Khoa Giải trí
- Khoa Thanh nhạc

## Cựu học sinh nổi bật
- Baek Ye-rin : ca sĩ.
- Kim Ye-rim (còn được gọi là "Yeri") : ca sĩ kiêm diễn viên.
- Park Chae-young (còn được gọi là "ROSÉ") : ca sĩ.
- Cha Eun-woo : diễn viên kiêm ca sĩ.
- Cho Seung-youn : ca sĩ.
- Cho Yi Hyun : diễn viên.
- Choi Bo-min
- Choi Ye-na : ca sĩ.
- Choi Yu-jin
- Choi Hyun-wook : diễn viên.
- Kim Ji-woo (còn được gọi là "Chuu") : ca sĩ.
- Chou Tzu-yu : ca sĩ.
- Go Won-hee
- Han Sang-hyuk
- Im So-eun (còn được gọi là "NC.A")
- Jeon So-mi : ca sĩ.
- Jung Il-hoon
- Jung Wooyoung
- Kang Hyung-gu (còn được gọi là "Kino")
- Kim Da-hyun
- Kim Jin-kyung
- Kim So-jung
- Kim Samuel
- Eunbin : diễn viên kiêm ca sĩ.
- Krystal Jung : ca sĩ.
- Lee Hae-in
- Lee Ji-hoon (còn được gọi là "Woozi") : ca sĩ.
- Lee Joo-won (còn được gọi là "JooE") : ca sĩ.
- Lee Su-ji
- Lee Tae-hwan
- Lee Tae-min
- Lee Chae-ryeong : ca sĩ.
- Moon Bin : cố ca sĩ.
- Nam Hyun-joon
- Nam Tae-hyun
- Nancy Jewel McDonie : ca sĩ.
- Ong Seong-wu
- Park Ji-min (còn được gọi là "Jamie")
- Park Jin-woo (còn được gọi là "JinJin")
- Park Su-bin
- Park Yoo-na
- Park Min-hyuk (còn được gọi là "Rocky")
- Pyo Ji-hoon (còn được gọi là "P.O.")
- Seol In-ah : diễn viên.
- Shin Dong-ho
- Shin Dong-woo
- Shin Jae-ha
- Shin Ryu-jin : ca sĩ.
- Shin Yu-na : ca sĩ.
- Son Chae-young : ca sĩ.
- Song Min-ho (còn được gọi là "Mino") : ca sĩ.
- Song Yu-bin
- Yang Hye-sun
- Yoo Seon-ho
- Yoo Yeon-jung : ca sĩ.
- Yook Sung-jae
- Yoon Chae-kyung
- Yoon San-ha
- Yugyeom
- Choi Beom-gyu : ca sĩ.
- Kang Tae-hyun : ca sĩ.
- Huening Kai : ca sĩ.
- Yang Jung-won : ca sĩ.
- Park Jong Seong
- Kim Seon Woo
- Lee Sang Won
- Keum Dong Hyun
- Suh Kyung Min
- Yoo Seonho
- Kum Jun Hyeon
- Yoo Seung Eon
- Lee Da Eul
- Han Yujin : ca sĩ.
- Lee Jin Woo
- Seol Yoon Ah(còn gọi là "Sullyoon") : ca sĩ.
- Han Jihyo(còn gọi là "Jihan")

- Kim DoHoon : diễn viên.
- Han Jihoon
- Lee Kyungmin
- Jung Ahyeon : ca sĩ.
- Shin Haram (còn gọi là "Rami") : ca sĩ.
- Lee Saerom
- Song Hayoung
- Lee Wonhee
- Bae Jin-sol ( còn gọi là “Bae” ) : ca sĩ